# Антиген (дијадох)
Антиген (око 380 до 316. п. н. е.) је био један од генерала Александра Великога. Због заслуга у завери против Пердике именован је 320. п. н. е. за сатрапа Сузијане. Био је командант Сребрених штитова и борио се на страни Еумена. Након Еуменовога пораза 316. п. н. е. Антигон га је заробио и жива спалио.

## Командант Сребрених штитова
Антиген се истакао још у војсци Филипа II Македонскога. Изгубио је око приликом опсаде Перинта 340. п. н. е. Учествовао је у Александровоме походу у јединици хипасписта, касније названих Сребрени штитови. Око 331. п. н. е. унапређен је у хилијарха хипасписта. Учествовао је у бици код Хидаспа 326. п. н. е. По повратку из Индије придружио се Кратеру, са којим се враћао кроз Арахозију и Дрангијану, а Александар Велики се враћао другим путем. У Карманији су се две војске поново састале. Током тога марша од најискуснијих хипасписта оформљена је јединица Сребрених штитова. Антиген је од почетка био заповедник Сребрених штитова.

## Повратак ветерана у Киликију
По повратку у Персију избила је 324. п. н. е. побуна војске у Опиди, коју је Александар сурово угушио. Александар је наредио Кратеру да оде у Македонију са 10.000 ветерана. Са Кратером су се враћали Антиген, Полиперхон и Бели Клит. Поверено им је и велико благо, које су били дужни да одвезу. Антиген се тада враћао са својом јединицом Сребрених штитова. Ветерани су 324/323. п. н. е. дошли у Киликију. Презимили су у Киликији и помагали су сатрапу Филоти у борби са Писидијцима. У Киликији су ветерани учествовали у градњи нове флоте са којом је Александар намеравао да освоји Картагину. Вест о Александровој смрти 323. п. н. е. затекла их је у Киликији. У Грчкој је избио Ламијски рат, па је Антипатар звао Кратера да му дође у помоћ. Изгледа да Антиген није учествовао у Ламијском рату.

## Завера против Пердике
Регент Пердика је кренуо 321. п. н. е. у инвазију на Египат, да се обрачуна са Птолемејем Сотером. Са њим је била јединица Сребрених штитова, којима је командовао Антиген. Пердика је након неуспешне опсаде Камиље тврђаве у Делти Нила кренуо према Мемфису, крај кога се налазило једно острво на Нилу. Приликом повлачења са тога острва око 2.000 војника се подавило или страдало од животиња из Нила.
Против Пердике се због тога најпре побунило око сто официра, а међу њима су били Питон, Селеук Никатор и Антиген. Изгледа да су они сви већ раније били у контакту са Птолемејем. Убили су Пердику 321/320. п. н. е. и помирили су се са Птолемејем. Птолемеј је следећега дана снабдео Пердикину војску и појавио се пред њима. Војска је понудила Птолемеју Сотеру да буде нови регент, али Птолемеј је то одбио, па су привремени регенти постали Питон и Аридеј.

## Награђен сатрапијом за издају
Приликом поделе у Трипарадису 321/320. п. н. е. завереници против Пердике су награђени. Антиген је тада постао сатрап Сузијане, а Селеук Никатор сатрап Вавилоније. Антипатар је постао нови регент, а Антигон Једнооки је постао врховни командант војске у рату са Еуменом. Иако је постао сатрап Сузијане Антиген је веома ретко тамо боравио.

## Полиперхон наређује да помажу Еумену
Када је умро Антипатар нови регент је постао Полиперхон. Касандар, незадовољан јер он као Антипатров син није постао регент, почео је да се удружује са другим дијадосима против Полиперхона. У Другом рату дијадоха Касандар се удружио са Птолемејем и Антигоном Монофталмосом. Полиперхон се удружио са Еуменом, а Антигену и Теутаму је наредио да помаже Еумену у рату са Антигоном. Антиген је то прихватио са извесном уздржаношћу. Антиген и Теутам нису баш били вољни да се подвргавају Еуменовом заповедништву. Еумен је због тога осмислио причу да му се Александар појавио у сну и да га је саветовао да одржавају заједничко веће. Еумен је подигао шатор са краљевским троном посвећеним Александру и ту су одржавали заједничко саветовање, тако да је изгледало као да су заједнички делили заповедништво.

## Антиген спречава заверу против Еумена
Еумен је уз помоћ краљевскога новца успео да поред војске којом је располагао унајми и велики број плаћеника. Птолемеј и Антигон слали су поруке појединим официрима Сребрених штитова и покушали су да организују заверу против Еумена. Антигон је подмитио Филоту и око 30 Македонаца и наговорио их да покушају заверу и да Антигену и Теутаму обећају велику награду и највеће сатрапије ако издају Еумена. Успели су да подмите Теутама, а онда је он покушао да придобије Антигена. Међутим Антиген се показао као изузетно мудар и доказао је Теутаму да је глупо да издају Еумена. У случају Антигонове победе не само да они не би добили сатрапије, него би изгубили и постојеће. По Антигеновом мишљењу Еумен их као странац, неће издати, него ће им сачувати сатрапије.

## Битка код Паретакене
У бици код Паретакене 317. п. н. е. сукобиле су се војске Еумена и Антигона Монофталмоса. Антигон и његови савезници Питон и Селеук Никатор имали су 28.000 пешака, 8.500 коњаника и 65 слонова. Еуменова војска, у којој су били Сребрени штитови и Пеукестова војска горњих сатрапија имала је укупно 35.000 пешака, 6.100 коњаника и 114 слонова. У тој бици Еумен је имао гарду ( агему ) од 300 коњаника, а Пеукест и Антиген су заједнички делили гарду од 300 коњаника. Еумен је Сребрене штитове распоредио са фалангом у средини. Лево крило је чинила коњица, слонови, стрелци и праћкаши. Еумен се налазио на десном крилу са тешком коњицом. У центру се налазила фаланга и Сребрени штитови под заповедништвом Антигена. Битку је започела Антигонова лака коњица под заповедништвом Питона нападајући Еуменово крило. Еумен је довукао лаку коњицу са левога крила и победио је Питонове трупе. У средишту Еуменова фаланга је побеђивала у првом реду захваљујући вештини Сребрених штитова, који су наставили да гањају непријатеља. Антигон Једнооки је искористио прекид, који се створио у непријатељској линији, па је са одредом коњаника задао бочни ударац Еуменовом левом крилу. Еумен је морао да позива своју војску да се врати и престане да прогони пораженог непријатеља. Дан се окончавао, а обе стране су окупљале разбијене јединице. Антигон је имао 3.700 погинулих и 4.000 рањених, а Еумен 540 погинулих и 100 рањених. Након окончања битке Антигон се повукао.

## Битка код Габјене
У бици код Габјене Антигон је располагао са 22.000 пешака и 9.000 коњаника. Левим крилом командовао је Питон, а десним је командовао Деметрије Полиоркет. Антигон се налазио на десном крилу са најбољом коњицом. Еумен је на десном крилу распоредио најслабије коњанике и левом крилу је наредио да избегава битку. Најбоље борце и већину сатрапа је поставио на лево крило насупрот Антигона. За време битке због карактеристика тла дигла се велика прашина, што је Антигон искористио да пошаље коњанике да заробе Еуменову комору. Антигонова коњица је била бројнија и побеђивала је, па је натерала у бег Еуменово лево крило.

## Сребрени штитови потукли Антигонову фалангу
Међутим Сребрени штитови под заповедништвом Антигена су кренули у незадрживи напад против непријатељске фаланге. Побили су 5.000 непријатељских војника и до ногу потукли Антигонову фалангу. Еумен је тада тражио од Пеукеста да се са својом коњицом укључи у битку, али Пеукест се повукао. Антигон је онда напао Сребрене штитове великом коњицом. Сребрени штитови су били лишени коњичке заштите, али заузевши четвороугаону формацију безбедно су се повукли. Антигон је током битке заробио Еумкенову комору.

## Сребрени штитови предају Еумена Антигону
Битка је фактички завршила нерешено. Еумен је сматрао да треба наставити са борбом јер је разбијена Антигонова фаланга. Сатрапи су сматрали да се треба повући. Сребрени штитови су били узнемирени губитком коморе, у којој се налазило све што су стекли током свога дугог ратовања. Они су били ветерани и нико од њих није био млађи од 60 година. Теутам је отишао да преговара са Антигоном о пртљагу у комори. Антигон је обећао да ће им вратити комору и да ће са њима благо поступити, само ако му предају Еумена. Сребрени штитови су онда предали Еумена Антигону. Када су предали Еумена Сребрени штитови су добили пртљаг.

## Антигенова смрт
Антигон се није само дочепао Еумена. Заробио је и Антигена, бацио га у јаму и живога спалио.